# Inés de Hesse
Inés de Hesse (31 de mayo de 1527-4 de noviembre de 1555) fue una princesa de Hesse por nacimiento y por matrimonio electora consorte de Sajonia.

## Biografía
Inés era la hija del Landgrave Felipe de Hesse y de su primera esposa Cristina de Sajonia. Contrajo matrimonio con el Duque y después Elector Mauricio de Sajonia el 9 de enero de 1541. De su matrimonio, tuvo dos hijos: Ana de Sajonia (23 de diciembre de 1544 - 18 de diciembre de 1577) y Alberto (28 de noviembre de 1545 - 12 de abril de 1546). El matrimonio entre los dos no fue acordado por sus padres, sino por los propios Mauricio e Inés, lo que era muy inusual en ese tiempo. Las cartas entre ellos que han sobrevivido documentan la continua amistad y la confianza mutua entre los esposos. Inés también era informada sobre los planes políticos de su marido. Después de la muerte de su madre Cristina en 1549, asumió la educación de sus hermanos menores. El Elector Mauricio murió el 9 de julio de 1553 de sus heridas en la batalla de Sievershausen.
El 26 de mayo de 1555, Inés contrajo matrimonio con su segundo marido, el Duque Juan Federico II de Sajonia. Ella ya tenía una pobre salud en ese tiempo, y murió seis meses más tarde de un aborto espontáneo. En el coro de la iglesia de San Pedro y San Pablo en Weimar, una fuente anónima afirma, sin embargo, que la causa de su muerte fue el envenenamiento. Solo podemos especular sobre la causa real de su muerte. El hecho de que Inés de Hesse se casara con una familia rival es plausible con la teoría del asesinato: miembros de la rama Albertina de la Casa de Wettin pudieron sospechar que ella revelara secretos de Estado a la rama Ernestina rival.